# 白蛇后传
《白蛇后传》是一部2010年首播的中国大陆神话题材古装玄幻剧，亦是2006年电视剧央视版《白蛇传》的续作。本剧由杭州嘉艺影视传媒有限公司出品，刘一志执导，并由傅淼、邱心志、刘诗诗、迟帅等人领衔主演，剧情上虽承接前作，但并不以白娘子和许仙为主线，而是一个全新的原创故事。全剧以小青试图解救被镇在雷峰塔下的姐姐为引子，讲述了身为哪吒转世的男主人公穿越到八百年前，与小青前世之间发生的一段情感纠葛，并因此引出了后世种种因果轮回的故事。
本剧于2009年5月8日在浙江建德正式开机，不久转战横店影视城取景拍摄，至7月18日杀青关机。2010年1月25日，本剧在杭州电视台综合频道全国首播，2014年2月13日在东南卫视上午档上星播出，2015年12月22日台視台灣首播。

## 该剧解说
- 香港影帝万梓良曾到本剧拍摄现场探班，透露为该剧有复出荧屏的意向。
- 在关机仪式上，建德市人民政府授予了《白蛇后传》剧组“绿色环保摄制组”的荣誉称号。
- 与新加坡电视剧《白蛇后传之人间有爱》一样剧中都有大龙女这么一个角色，同样设定为一个武功高手。

## 剧情
第一集，青蛇(小青)为救白蛇，不惜冒险闯入天庭，竟然意外偷得净瓶，遭到天庭的追杀，与此同时，在人间，被道士夏侯哲说成是灾星降临的鲍仁，终于出世。夏侯哲跌落龍宮裡，遇見要救被哪吒所殺三太子的大龍女，他對她說只有淨瓶可以重塑三太子的魂魄。在灾星即将被亲生父亲手刃之时，法海出面解救了鮑仁，而随后小青拿著淨瓶为躲避追杀跌落龙井山一座井中療傷。
二十三年后，夏侯哲预言成真，杭州城大旱，百姓們民不聊生，官府開始禁止民眾在西湖打水。而以种茶为乐的鲍仁背负着灾星的名声长大成人，为了帮助百姓，鲍仁夜探龙井山。鲍府的家中，尹双双的画像二十三年后重见天日，净瓶受到感召，从龙井山中的井中跃然而出，却与鲍仁不期而遇。在净瓶的帮助下，鲍仁终于看到了一直出现在梦中的景象，而那里就是龙井山的水源——龙潭，大龍女移居潛修之地，也遇上躲在龍井山的井中二十三年的小青。而尹雙雙的畫像被鮑仁帶回房中掛著，而尹雙雙的人也在夢中與他相遇，還夢到被玉帝貶下凡間。鮑仁張貼告示，說龍井山上有水，讓百姓們上龍井山取水，另外每天一錠白銀，徵選二十名未出閣的採茶女，至鮑家茶園採茶。
净瓶出世，大龙女、夏侯哲(大宋國師)、濟公(降龍羅漢)、哪吒等天上、人间的各路人马也纷纷出现在杭州城。
陈太守和儿子陈南霸与浙江十大茶商勾结，企图将鲍仁踢出即将举行的“品茗大会”，夏侯哲設計讓太守在龍潭設一個祭台，然後再抓一個未出閣的姑娘，祭祀龍王，這樣不管下不下雨，杭州百姓都會把罪過記在那個災星頭上。於是，城中有訂親的，則趕快出嫁；未定親，則暫時跑到鮑家避難，說是要做採茶女工。而小青為躲避法海追殺，也躲了進去，卻無意間找回了淨瓶。小青化身為尹雙雙的樣子，逃出了門，再次為了躲避法海，願意跟官兵走上了龍井山，祭祀龍王。躲進鮑家的姑娘，說了來這裡的原因，而鮑仁也說可以繼續待下去，直到你們認為危險解除為止。而濟公、大龍女、法海都來看熱鬧。濟公酒後泄露天機，告訴大龍女，哪吒被貶凡間，是為了找回淨瓶，找回淨瓶他才可重返天庭。
第五集，嚴丰告訴鮑仁說要祭祀的姑娘是尹雙雙，法海為救姑娘說情；鲍仁为了救變化成尹雙雙模樣的小青，中了他们的圈套，与小青一起跳下了龙潭之中，小青為了逃避法海的追捕，帶鮑仁一起逃亡，將淨瓶交給鮑仁保管，自己則又逃回龍井山的井中。鲍仁因為破壞祭祀大典被捕，上堂時，鮑仁說是為了保護水源，反問陳太守為何不讓百姓在西湖打水，除非另有所需，要打鮑仁三十大板時，手上乾坤圈為此阻止板子落下，最後，交白銀一千兩取保候審。
第六集，大龍女為了得到淨瓶，變成尹雙雙的樣子，從鮑仁手中騙走了淨瓶。而浙江十大茶商訪問了鮑仁，鮑仁不是說沖泡方式有問題，就是說炒茶方式有問題。而鮑仁則是每天把尹雙雙的畫帶在身邊，還上怡紅院解悶，在其中不小心把畫展開，淨瓶因此離開大龍女的控制，找畫去了。也因此被小青、濟公給看到了。
第七集，小青為了追淨瓶，也進入怡紅院，拿到淨瓶後，要走時，碰到追著淨瓶而來大龍女，兩人為了淨瓶因此大打出手，此時，陳南霸帶著官兵上怡紅院請鮑仁，也把怡紅院所有姑娘帶走當人証，也都給請回大堂，而審案的是京裡來的官鮑顏承，也是鮑仁的父親。鮑顏承再一次問清案情始末原由，鮑家祖訓，茶的意境是感恩、包容、分享、結緣，痛打鮑仁三十大板，由於鮑仁行為不檢點，因此被取消了参加品茗大会的资格，並被逐出了家门，住到了鮑家龙井山上的茶园里。
第八集，小青得到了淨瓶，遭到大龍女追蹤，因為淨瓶原故，小青因而得知大龍女要得到淨瓶原由。鮑顏承所做的一切都是聽從國師的指示，為了不使鮑家有滅頂之災，而退出此次貢茶花魁之爭，對你的前程有百利而無一害。為了結束與鮑家一切，鮑仁把乾坤圈扔進龍井山上的井中，正好被小青給拾獲。國師說鮑仁是我們的阻礙，必須除之。
第九集，小青得到了净瓶，遭到大龙女的追杀而受傷，鲍仁不小心将受伤的青蛇給救回家。鮑仁發現受傷的青蛇，用嘴喂藥給青蛇，小青渐渐有些喜欢上了鲍仁，但是想到姐姐的遭遇，小青一直排斥着自己的感情，小青不告而别。奶娘將她的棺材本都給了鮑仁，讓他可以請外地的採茶工來採茶。因為奶娘接濟鮑仁，被老爺發現，訓斥了她一頓，暈了過去。鮑仁從嚴丰那知道奶娘的病還欠一味藥三葉青，於是，就上山去找，經過濟公的點化，就找到了，可是沒有採到卻跌下山谷，最後，被濟公所救。小青找到要傷它的老茶樹精，兩人打上一場，又遇上濟公，就不打了。鲍仁的奶娘病重，得到濟公的点化的鲍仁要用第一罐茶汤救奶娘的性命。
第十集，大龍女懷疑鮑仁的身份，可能是哪吒。小青可沒走遠，留下偷聽濟公和老茶樹精說話，知道鮑仁是因為自己偷盜淨瓶，而被罰做人的神仙，就是哪吒。可是，怎麼樣也找不到採茶女工，鮑仁只好自己採茶。小青知道了鲍仁的身份，小青回到茶园帮助鲍仁採茶。而大龙女因为怀疑鲍仁的身份是哪吒，追到了茶园，於是，小青和大龍女兩人又打起來，小青對大龍女說要淨瓶，跟我到別的地方打，別傷害無辜，而大龍女卻說我要哪吒的命，鲍仁和小青互相保护對方，为了对方不惜牺牲自己，鲍仁中了龙毒，生命危在旦夕。大龍女身心俱疲終於累倒了，被國師所救。國師告訴大龍女，鮑仁是殺害妳親夫的仇人，也就是哪吒，可是他的背後沒有被三哥赦炳的龍尾所傷的疤痕，仔細想想，他的脾氣、乾坤圈、還有淨瓶，此事需從長計議。國師說我要淨瓶裡的瓊漿，喝下後，我可以長生不老，我要做可以長生不老的皇帝。鮑顏承接到國師的來信，說有九家的茶商入選貢茶茶魁，而入三甲是開化龍頂、武陽春茶、望海茶。小青为鲍仁疗伤，两个相爱的人终于走到了一起。一大清早，小青變成尹雙雙的樣子採茶，一下子把茶都採完了。可是，小青想起了與白蛇的誓言，不能步她的後塵，白蛇告訴它世上最大的罪惡是自欺欺人，世上最大的幸福莫過於放得下，於是，決定離開，也把乾坤圈還給他。
第十一集，鮑仁說我只知道我愛的是你就好，其他的我不管。姐姐，對不起，我不能拒絕他的愛意、他的懷抱。他去龍井山上的井上遇上微服私访的皇上，搶了第一桶水，要泡茶給奶娘喝。他在炒茶時，讓皇上無意間聞到茶香，想討一口茶喝，鮑仁說還在炒茶，不能停，讓小青招呼客人，他告訴皇上他今年沒有參加資格，我還要給奶娘送救命茶湯，沒有時間陪你品茶論道了。皇上无意间尝到了鲍仁的茶，甚為喜歡，帶著國師、鮑顏承、陳太守父子去喝鮑仁泡的茶。
第十二集，皇上下聖旨賜龍井茶为贡茶，品茗大会取消，陈家父子的阴谋失败。濟公說鮑仁的劫數還沒結束，除非他開悟，把淨瓶給送回天上去。老爺陪皇上回京城去，要奶娘接鮑仁回家，奶娘知道自己快不行了，病床上的奶娘将自己的女儿暖暖托付给鲍仁，鲍仁不得已答应了奶娘的要求娶暖暖为妻，我願意終身服侍奶娘，好讓奶娘頤養天年。小青伤心地离开，鮑仁追了上去，希望她留下，小青說我們在一起不會幸福的，我不能為你生兒育女，這些我不在乎，可是我在乎，可是我們倆之間是不會有好結果的，忘了我吧。就在小青痛苦之際，法海突然出現，兩人又打起來，但法海沒有盡全力，只是開解小青。小青今後不會再與鮑仁有任何牽扯，從此以後，橋歸橋，路歸路，如果有違背的話，我願意放棄五百年的道行。为了加害鲍仁，夏侯哲与金人勾结，给了鲍仁不可能完成的任务，京城來令，皇上下旨，貢茶要十五日送往京城，否則殺無赦。怎麼會提前那麼多，皇上的國宴，約好十五日之後設宴於京城，趕快把炒好的茶包好，走水路，便匆匆上船，带着茶叶前往京城。臨行前畫了小青的畫像，和她的簪子，還有淨瓶留給小青。小青用净瓶收水要救白素贞，却害的鲍仁的船搁浅，无法前往京城。
第十三集，要老茶樹精先送嚴丰到京城報信，鲍颜承无奈只得听从夏侯哲的用其他的茶叶顶替，只是國師早在他的茶裡下毒，企圖借他的手行刺皇上，讓他背黑鍋。老茶樹精去找青蛇，問你是不是收過水，現在鮑仁被困在運河上，十五日內要不把貢茶送往京城，他會被砍頭的。大龙女知道了鲍仁的真正的身份就是自己的杀夫仇人哪吒，不惜一切代价追杀，她變成小青的模樣，將奶娘、暖暖等人全都被杀害。等小青覺得不對趕到時，為時已晚，而自己也被法海誤會為殺人兇手。运河之上，大龙女和小青为了鲍仁展开了一场殊死博弈，我和你無冤無仇，為何要害我，哪吒，你殺了我夫君，待她再殺向小青和鮑仁，突然乾坤圈反擊了，將她擊傷。大龍女和老茶樹精打了起來，此時，鮑仁把乾坤圈給了小青，讓它保護你。老茶樹精和小青一起對付大龍女，但大龍女只想殺了鮑仁報仇，把鮑仁的船弄沉，使他沉入水底，於是，小青找大龍女拼命，最後，是乾坤圈救了你，而我只是把你帶回這裡。鲍仁终于知道了自己的身份是哪吒，當初也是濟公降龍羅漢求情，才下凡投胎，尋找淨瓶，而乾坤圈則自己回到主人身邊。而此时，鲍颜承却中了夏侯哲的圈套，被皇上处以死刑。
第十四集，鲍仁赶往京城救父亲，亲眼看到鲍家满门抄斩，鲍仁亲手杀了夏侯哲。赶回杭州城的鲍仁，中了大龙女的圈套，因為大龍女變成小青模樣殺人，而且後來才到的小青也在現場留下她的簪子，讓鮑仁误以为小青是杀害奶娘等人的凶手，於是，去找小青問清楚，濟公說這裡除了法海，每個人都可以變成別人的樣子，那個恨你的人才是兇手。突然，淨瓶出現，鮑仁又是淨瓶，我要毀了它，小青說淨瓶不能毀，濟公也說淨瓶不能毀。小青說不是要放水，那我就放個夠，她其實是要自殺，攔住她，同時，净瓶被毁，小青在昏過去前說我欠你的，都還給你了。濟公對法海說，淨瓶專管凡間降雨，這一被毀，雨就會下個不停，快去救杭州城的百姓，杭州城的百姓就要面临没顶之灾。濟公帶鮑仁到忘情谷，傳說從這跳下去，就能實現自己的願望，如果淨瓶失而復得，一切皆可自然化解，为了救杭州百姓，鲍仁和小青一起跳下了忘情谷，而鮑仁卻再次把乾坤圈給了小青，說它能夠保護你的性命，自己卻跌了下去。此時，濟公卻打了個禪機，生死有命，因果輪迴，冥冥之中，一切自有定數，阿彌陀佛。
第十五集，不料，却跳回了八百年前的钱塘，鲍仁一心想在因果輪迴中要找到净瓶解救众人。南齊，錢塘郡，嚴太守府的花轎已到達錢府，想迎娶錢青青小姐，但小姐死都不肯嫁，而嚴家少爺卻在門口跑了，此時，錢家老爺利用此事將婚給退了，並對青青說爹以後就聽妳的，找一個妳喜歡的人嫁還不行。鮑仁先隨眾人前往萍合樓，在那裡遇上尹雙雙小姐在比文招親，答對三題就可招為夫婿，隨後嚴忠書也到了尹雙雙的招親會場，此時，鮑仁已答對二題，而最後一題問的是心境，而鮑仁卻以畫中之詩對答，也合小姐心意，可是，鮑仁卻不想與小姐相見，只想參觀一下，參觀後，發現這裡的確不是自己的鮑府，只是不知自己身在何處。而外面，在鮑仁走後，錢青青來這裡搗亂，嚴忠書是我的男人，我可以不喜歡不要，但我也不能白白送給妳，青青姑娘請回吧，不要在這裡自找難堪；青青姑娘，人生在世，最難得的就是找一個相愛的人，並相愛終老，願青青姑娘早日得到自己的幸福。鮑仁突然回來尋問尹雙雙時，突然看見青青姑娘，以為她是小青，卻被青青姑娘的下人給打個半死。尹雙雙看見嚴忠書，躲在一旁的角落，想起舊日的情感誓言時，只徒增傷感。尹雙雙的丫嬛翠兒，對鮑仁說在錢塘郡錢家可是非常有錢的人家，就算整個南齊也算是一個大戶人家，妳剛才說是南齊，這裡是錢塘郡。他想回去，卻被小茶樹精所救，答應它幫它挪地方，而挪的地方卻是以後的鮑家茶園，這冥冥之中一定有他的道理，我想要你幫我一個忙，幫我找淨瓶。鮑仁發現尹雙雙和嚴忠書在私會，嚴忠書說是我負了妳，昨天為何沒去錢家提親，我不想，是我爹逼我去；我們的事已經過去，那天我們已經說得很清楚，你去迎娶你的富家千金，而我繼續我的逍遙快活。嚴忠書，你這是何苦，既然無法改變彼此的命運，又何必糾纏不清，只會增加你我的痛苦。他身上受了傷，所以我留他在萍合樓住上一陣子養傷，萍合樓，從不留宿男人，那為何為他破了戒，還不是錢青青來搗亂，也不會這樣了。此情可待成追憶，只是當時已惘然。而小青(青蛇)卻一個人坐在忘情崖那裡枯等，等著鮑仁回來。
第十六集，鮑公子出去時，說了什麼，他好像真不知萍合樓，他應該是外鄉來的，他最後喊著淨瓶。我和嚴公子算是結束了，你以後少提他。在這茫茫人海中，該如何尋找淨瓶，我也沒有辦法，我雖然是落難神仙，但我現在還是血肉之軀，還是得要吃飯。
為了生活，他開始擺攤幫人寫字、寫信、畫畫。恰巧，被上街的尹雙雙看見，就女扮男裝求字，改名為尹慕才，題目是陌生人不期而遇，並約下次湘望樓見。嚴忠書回家後，被罰跪在祖宗靈位前，錢家大小姐找嚴忠書，當然商量咱們的婚事，怎麼我把你從裡面給救出來，也不謝謝我，陪我看熱鬧去。尹雙雙和鮑仁相談甚歡，尹雙雙願意幫他找淨瓶，只要是你說的，我就相信。嚴忠書，你知道我最討厭你什麼，優柔寡斷，一點都不像個男人，我真是納悶，那個尹雙雙喜歡你什麼，我不能讓全錢塘笑話我不如一個妓女，快要下雨了，我們進湘望樓避雨。我向你打聽一個人錢青青，她很像我一個朋友，她是我們這裡大財主錢萬財的唯一女兒，從小被受寵愛，所以，青青姑娘有一點囂張跋扈，反正我們錢塘上下沒人敢招惹她。不過，她和我一個舊相識，長得真是十分相似，性格也有一點像，小青可沒她那麼兇。那位尹雙雙姑娘雖然出身風塵，卻有一種空谷幽蘭的清麗脫俗之感，她的才情更是足以讓眾多大家閨秀黯然失色。滿腹經綸不如朝中有人，多少人十年寒窗，卻終不知何來顏如玉，哪有黃金屋，卻不知有多少人是生下來就含著金湯匙，不學無術，卻可以要風得風，要雨得雨，所以，才情高不如有個富貴爹，一切都是命中注定之事。所以，即來之則安之。不求時光不前，但求此生無憾。此時，錢青青突然帶著嚴公子，闖入尹雙雙和鮑仁的桌子，原來是忘情谷的嚴公子，青青姑娘那日之事多有得罪，請見諒。
第十七集，看來青青姑娘與雙雙姑娘的過節不淺，只是以青青姑娘的身份與一個風塵女子能有什麼過節，莫非是為了搶男人。我犯得著跟她搶男人，與一個青樓女子搶男人，豈不是有失青青姑娘的身份。我們到現在一直討論兒女私情，煙花之事，豈不是壞了雅興。我到現在還沒看見花魁的尊容，你不認識尹雙雙，你不是說我把你一睹芳容的機會給毀了，現在，我算還給你，尹雙雙就是尹慕才。雙雙只是仰慕公子的才情，想與公子交個朋友，只是不想給公子惹麻煩，今後再也不打擾公子。可是，嚴公子還是不放手，於是，鮑仁出手把他打暈了。鮑仁與太守府的下人打架，帶著尹雙雙跑了。尹雙雙和嚴公子在街上相遇，吵了起來，嚴公子說，為了妳，我違背父命，妳卻比文招親；為了妳，我跪了四天祠堂，妳卻跟別的男人把酒言歡，我對妳真心真意，妳一定要把事情辦得這麼絕，我要和妳私奔，你卻嫌不夠光明磊落；我要娶妳，妳不肯做小，我一直以為那是妳的清高，我現在知道，這一切都是借口，妳根本就是水性楊花，人盡可夫。尹雙雙和侍女翠兒被街上民眾亂打，大家都是街坊，你敬我一尺，我敬你一丈。在下新上任上江觀察使孟浪，清官難斷家務事，這裡面的是非糾葛，咱們外人也搞不清楚，不如讓他們自己去解決。而孟浪晚上要到錢家做客，可是，青青卻不想回家，又跑出去玩。遠在茶園的鮑仁，就能聽到尹雙雙的琴聲。
第十八集，為了幫鮑仁找到他要的淨瓶，尹雙雙用了一個法子，只要有人能帶上類似的瓶子，就可以見上一面。上江觀察使孟大人請尹雙雙過府一敘，請你轉告你家大人，雙雙最近沒有空，也不會出去會見任何人，謝謝大人好意。她也在找淨瓶，她就像往人群裡撤了網一樣，惹得全錢塘的公子哥們，四處搜刮符合要求的瓶子，那萍合樓前可熱鬧。找淨瓶，淨瓶明明在她身上，淨瓶在她身上只是一個挂件，充其量算是個家傳寶貝，既然老天讓孟大人知道，淨瓶裡藏得是完成統一大業的秘密和玄機，這就証明一切都是冥冥之中注定的。所以，淨瓶早晚會落入大人你的手中。雙雙姑娘的心上人跟別人遠走高飛，你不就是那別人，如果感情沒有問題的話，縱使有棒子也打不散那對鴛鴦，感情的事本來就是你情我願，其他的都是說辭。對感情的事看的如此透徹，為什麼還對雙雙姑娘如此介懷，對她如此咄咄逼人。很實惠，各取所需，充其量妳只是一顆棋子。我才不想做別人的棋子，不過，我也不願輸給尹雙雙，在這上面爭強好勝有什麼意義。鮑仁與青青找忠書談雙雙的事，而他說她現在與我沒有任何關係。鮑仁問小茶樹精，人和妖有什麼不同，人有七情六慾，而妖沒有。你喜歡雙雙姑娘還是青青姑娘，我沒有，自欺欺人，結果畫出來的是雙雙姑娘，以前那副畫是我畫的。那副畫不知如何飛到雙雙姑娘的房間中。
第十九集，尹雙雙洗浴好後，看到一副畫，畫像中的人就是自己，而且還如此像，就急忙掛起來。嚴忠書來了，尹雙雙不見他，突然下起大雨，尹雙雙給他一把傘，叫他走，別犯傻了。他就跪在雨中，求她原諒，說是最後一句話。昨天鮑公子一句話，讓我明白，就像我不知道妳為什麼要瓶子一樣，只要妳想要不管花多少錢，我都給妳弄來，可惜你知道的太晚了，我心裡已經有別的人。原來是妳到處為我找瓶子，那你以為我們在做什麼。多謝尹雙雙姑娘為鮑仁所做的一切，給妳添了這麼多麻煩，鮑仁我實在愧不敢當。雖然，我急需找到淨瓶，回去救人。但是，淨瓶與我是一種緣份，理應由我自己去找才對，以後，就不勞姑娘再費心了。忠書受傷回府，病得很重。忠書砸了上江觀察使的瓶子，觀察使的人找上門要人，嚴太守只能把兒子送到獄中，並送上一車的瓶子。忠書的娘來牢裡看他，送飯給他吃，可是他還求娘答應取雙雙為妻，不然就老死在牢裡，娘於是狠心說，當沒生你這個兒子。
第二十集，嚴太守去找錢老爺，小兒被關在私牢裡，你與孟大人關係好，你看能不能通融一下，恐怕不好辦。這個寶貝不算貴，但我知道孟大人對她垂涎三尺，肯定換回我們的忠書，而且能除掉我們兩家的後患，她就是尹雙雙。錢青青去給尹雙雙通風報信了，並帶尹雙雙從後門逃走。青青帶雙雙來到鮑仁家門口，而雙雙卻暈倒在忘情谷。在幫治療尹雙雙的時候，發現尹雙雙脖子上掛著的正是淨瓶。妳脖子上的瓶子那裡來的，這是我的護身符，跟了我很多年了。我十歲那年生了一場重病，爹娘為了給我治病幾乎是傾家蕩產，可是卻沒有一點起色，直到有一天來了一個道士，他把這個瓶子送給我，說是貼身佩戴，可以保命。還給了我一個秘方，說是以後可以救命。直到十五歲那年，爹娘相繼病逝了，從那以後，只有這瓶子陪著我，它是你爹娘留給妳最珍貴的東西。尹雙雙早走了，留了字條給你，原諒我的不辭而別，淨瓶留給公子，望能助公子完成你的夢想，也不枉你我相識一場。從那來，回那去，隨便你幫那一個，這已經不是我可差手的事。於是，從忘情谷一跳，跳到地獄去了。尹雙雙單獨赴孟大人的西湖畔之約，讓孟大人費心了，按說是我要見孟大人，理應一切都由小女子准備張羅。我與忠書就是相識在這西湖畔，我跟忠書說我有別的心上人，開始說什麼他都不相信，固執地以為我是在跟他斗氣，說來也巧，就在那個時候，您送的一車瓶子運到了，氣頭上他隨便一聯想，便誤會我說的心上人是孟大人。孟大人，這一切都是因誤會而起，只不過我們都還沒有搞清楚事情的真相，就一步步造成現如今這等不可挽回的損失，若不是我自作主張地幫朋友找淨瓶，這一切的一切更是不會發生了。
第二十一集，不識盧山真面目，只緣身在此山中。那個淨瓶對於我，只是平凡不起眼的東西，若它真的能夠幫助很多人，那倒也讓人感覺很欣慰。我把淨瓶送給了我的朋友，他一早就離開了。鮑仁被牛頭馬面帶去見閻羅王，閻羅王把生死簿給他們查，發現他來自北宋。老茶樹精希望濟公再讓他看一次鮑仁的行蹤，卻不知大龍女躲在後面，可是這一切全都在濟公心裡清楚得很，只有一個地方看不到就是陰曹地府。所以，濟公就找閻羅王去聊聊天，告訴閻羅王他是上面神仙被貶下來的，就把鮑仁帶走了，並提醒鮑仁怎麼來的，怎麼回去，他忘了帶小青(青蛇)的畫回去，所以，濟公又帶他回南齊。孟大人對尹雙雙有興趣，但也不是趁人之為的登徒子，我早上已經把嚴忠書放回去了，希望尹雙雙好好考慮他的提議。下船時，卻發現大家都對尹雙雙指指點點，她就知道自己的名聲被毀了。翠兒說，這一個拿著她救命的淨瓶，走遠了；另一個，把他救出來，卻也毀了自己的名聲清譽。鮑仁找雙雙姑娘，問那日在茶園，雙雙姑娘可看過一幅仕女圖，是小青姑娘的畫像，看過沒拿走。但是，鮑仁卻還是誤會尹雙雙的清白，尹雙雙說你還是去找你的畫像吧。
第二十二集，鮑仁走後，尹雙雙卻吐血了，她病得更嚴重了。他也誤會我了，因為妳愛上他了吧，所以在乎他說的一切。大龍女挾持老樹茶精要它說出鮑仁在哪，此時，小青突然出現救了茶祖宗。小青對大龍女說只有了解思念和牽掛，才能知道情為何物。
自古多情空餘恨，此恨綿綿無絕期，我算是了解了。濟公勸大龍女放下執念，可是大龍女不聽，寧可放棄千年道行。當鮑仁打算放下一切，跳下湖時，被青青發現，他們互相救助對方上岸，又不小心被翠兒看見。錢青青要嫁給鮑仁為妻，我們成親後，我陪你去找那幅畫。那晚雙雙的確是去找過孟浪，她是為了替嚴忠書求情，可後面的事情卻是孟浪設計的。老茶樹精乘濟公不注意跳下來南齊，想幫鮑仁的忙，可是濟公說看一眼就好了，天意難違。這位姑娘原本身體就很虛弱，近日來又受很大的刺激，造成氣血紊亂，又受了寒氣，束我無能。鮑仁把淨瓶丟進湖裡，為了救雙雙，他又跳進湖裡找瓶子，也為了成全嚴忠書，他把瓶子交給他，自己沉入湖底。尹雙雙醒來，發現淨瓶又回到她手裡，問小翠，她說是嚴公子帶回來的。雙雙，對不起，我能為妳做的，只有那麼多了。
第二十三集，嚴忠書向父親說要取尹雙雙為妻；另一邊，錢青青要嫁給鮑仁為妻，你不能出這個屋，直到妳嫁給嚴忠書為止。這個瓶子真的那麼神奇，可以起死回生，那個嚴忠書拿一個瓶子來，原本不行的尹雙雙就被救回來了。鮑仁想明白了，怎樣去珍惜身邊的人。鮑仁又開始採茶、炒茶，煎茶。鮑仁為尹雙雙熬了茶湯，請嚴公子送去。可是，尹雙雙和錢青青兩人心裡都一直想著鮑仁，兩人都為鮑仁的一手丹青而著迷。孟大人說錢老爺想謀個一官半職，也不是難事。鮑仁假扮道士，帶小茶樹精去救青青。
第二十四集，鮑仁在錢府放火，把青青給救了出來，可是錢府家丁很多，在嚴忠書和尹雙雙的幫助下，暫時躲進萍合樓。青青跟雙雙道歉，說以前不懂事，與妳斗氣，實在不好意思。我是一個不合格的朋友，我跟雙雙說了茶湯是你熬的。其實，雙雙等的人是你。老茶樹精對小青說，他這一跳跳回八百年前的錢塘，還遇上與妳一模一樣的女子，其實那女子是妳的前世，所以說天意不可違，一切就好像天注定，隨緣吧。鮑仁我們從今天起，恩斷情絕，救不出姐姐，小青我甘願放棄道行。你說的青兒是畫像裡的人吧，她是你一位故友，而不是現在的青青。孟大人來訪，對錢老爺說鮑仁是偷盜皇宮的賊，這次青青姑娘被劫持，實在是個大好機會，以此為藉口，捉拿他歸案，嚴刑逼供，我就不信他不說實話。你爹把找妳的人撤回去，又說要和妳脫離父女關係，那妳帶我走，我現在只有你，我晚上先回去看看。尹雙雙妳明明喜歡鮑仁，為何要為她人做嫁衣，妳也不要放棄，妳也要努力追求自己的幸福，我不管妳最後的選擇是什麼，忠書也不會放棄。八姨太要管家，在路上把鮑仁給殺了，別讓人看見。
第二十五集，錢府管家放火燒了茶園，想要燒死鮑仁，可是鮑仁不在屋裡，為茶祖宗叫魂去，而逃過一命。其實，鮑仁和我們不一樣，他有很重的抱負。茶園被燒了，是錢府的人做的，讓她痛痛快快哭一場。我會找機會，跟她解釋清楚的，再這麼托下去，遲早會害了她，那妳跟她說了不會傷害她，長痛不如短痛，感情的事還真是麻煩。鮑仁答應青青、雙雙、忠書一起到平湖賞月，可是，鮑仁發現不對勁，卻要她們寬心，安心賞月。他要忠書帶雙雙離開，找到青青就說回去找妳爹，妳就安全了。然後，官兵就出動了，和鮑仁打了起來，要捉鮑仁入罪，罪民鮑仁假扮道士，綁架良家婦女，奉上江觀察使之命，捉拿歸案，把鮑仁還有青青都給帶走了。這不是錢府做的，而是官府做的，不是嚴太守，而是上江觀察使孟浪，我也不會回萍合樓，嚴忠書你回去府裡，設法打聽消息，我去找錢老爺打聽孟浪要什麼。官府五花大綁的把青青送回錢府，我想青青小姐不知道我們的計劃，等幾天，他認了罪，被砍了頭，就不會有問題了。如果讓青青知道，你和孟大人合夥置他於死地，難道青青不會恨你，只有這樣青青才會過上好日子。嚴太守奉上江觀察使之命封了萍合樓，尹雙雙和她的丫嬛翠兒跑了，我只是奉命封樓而已。那待罪名定了，再封樓。
第二十六集，就因為他綁架了妳，朝廷會興師動眾去抓他，因為他是一個賊，竟然是一個進皇宮盜國寶的江洋大盜。鮑仁該認的罪還是得認下來，該拿出來的東西，就拿出來。孟大人，不管你是為了什麼，請妳不要牽扯無辜，我只想奉勸你一句話，不管你傷害誰，傷害了多少人，最後要為此付出代價，永遠都是自己。尹雙雙這個姑娘是紅顏多薄命，憑她的學識和修養，若是生在大戶人家，定是數一數二的大家閨秀，可這出身又有誰能決定。我現在也想通，我只希望這些孩子，別卷入什麼危險中去。孟大人你來這裡做什麼，我要借這裡的衙門辦案，嚴大人要退出這個案子，還有嚴公子也要歸案。國寶失竊，鮑仁、尹雙雙我們倆都是盜賊，可是京城遠在百里之外，孟浪明知不是我們，孟浪的目的是什麼，他就是為了得到淨瓶。孟浪抓了嚴忠書，還有嚴太守夫婦。孟浪他不是性情中人，他活在世上，做每件事情，都在不停的計算著，計算著自己的得失，也許是他貪得無厭，但是他絕對不會為了一點虛無縹緲的感情，而做對自己無益的事，甚至是虧本生意，這才是他孟浪最真實的面目。
第二十七集，孟浪這麼做是為了得到淨瓶，你就竟有什麼神奇力量，為什麼孟浪為了你如此不擇手段，鮑仁更是不惜以命相護，我到底該怎麼辦。忠書全家被孟浪捉去了，孟浪心狠手辣，恐怕這次要趕盡殺絕。現在我們唯一的辦法就是自救，鮑仁要找的就是這個瓶子，還有一幅畫像，是我的畫像，有了這瓶子和畫像，他就可以回到他原來的地方。我知道你舍不得他回去，我也舍不得，但這是唯一救他的辦法了。你覺得孟大人如何，青青說我死也不會嫁給他。上一次，是為了嚴公子；這一次，是為了鮑仁，妳到底要為他們犧牲多少，一切皆因為我而起，自然要由我來了斷。千萬不可告訴她，我去了哪裡。爹你答應我，讓我見鮑仁最後一面，我就與鮑仁一刀兩斷。孟大人與李大人兩人正在喝酒，尹雙雙晚上一個人單獨赴孟浪的約，要求放了鮑仁，我以身相許，帶著我的家當嫁過來，那我先回去了，待大人挑了良辰吉日，送帖子過來。二位大人就由雙雙為你們彈上一曲，又陪他們喝酒，受了很大的污辱，覺得自己好像是妓女一樣。青青見了鮑仁，把淨瓶和畫一起給了他。妳和雙雙的恩情，我無以為報。妳聽仔細了，等我消失以後，妳就大喊有人越獄，獄卒一定會出去追我，這個是牢房鑰匙，等他們出去了以後，妳就把忠書一家人給放了，帶他們逃走，千萬記住出去以後分開跑。我已答應我爹嫁給孟浪，你趕快跑，跑出城去，永遠也不要回來。
第二十八集，小祖宗我要跟你告別了，要回去八百年後，淨瓶和畫都找到了，所以我沒有不回去的理由。忠書說，先把爹娘安頓好了，致於這裡，放心不下。那這麼說，咱們就此告別，以後這兩個麻煩女人，就要麻煩你了。青青答應她爹嫁給孟浪，希望她們兩個都能過幸福快樂的日子。鮑仁再回到八百年後，拿回了乾坤圈，去雷峰塔找小青。小青又來看姐姐了，小青不好，陷入兒女私情，丟了淨瓶，害得姐姐現在還囚於雷峰塔下，既然不能和姐姐一起團聚，青兒決定離開，姐姐保重。大龍女找哪吒報仇，兩人打得很久，突然小青跳下忘情谷殉情。大龍女施法水淹杭州城，濟公和鮑仁兩人一起救杭州城百姓，鮑仁拿出淨瓶把水給收了。觀音大士說淨瓶回來，不過，它好像跟你很有淵源，時常跑去找你，後來，索性托你保管了。不料，被青蛇所盜，差點闖下大禍，麻煩妳以後好好看好它，別讓它再來找我，免得弄丟了，又牽連於我，你的使命已經完成了，可以返回天庭了，你是說這一切都結束了。青蛇自今仍不知悔悟，若留在人間，恐怕還要生出是非，就被观音大士收走，鮑仁，小青的前世犯下殺孽，自刎於人前，臨終發下重誓絕不為人。所以，此生才會轉入妖道，今世的一切都是前世種下的因，命運是不可能改變的。鮑仁，看在你找回淨瓶有功，我就成全你這個心願，不過你千萬要切記，你只有一個時辰的時間，能否改變青蛇的命運，就看你的造化和誠意了，若是青蛇真是因為你而改變心意的話，她的命運自然會跟著改變，而你仍然可以返回天庭，青蛇的前世是錢青青。若是失敗了，你將失去生命，重新陷入轉世投胎的輪回裡。龍女，妳已犯下殺戒，念妳對龍王三太子的情意可感天地，罰妳終身在龍潭裡苦度修行，既然妳執迷不悟，那我就成全了妳，讓妳清眼看清楚一切，但那裡沒有妳肉身，妳只能看，不可為。但是，妳要記住，枉生之路，必定灰飛煙滅。
第二十九集，她拿自己的清白，去換你的命，妳對得起她，是妳負了我家小姐一片情意。我和雙雙會恨你一輩子，我們永遠也不會原諒你。翠兒把雙雙綁在鮑仁的茶園裡，自己則替雙雙嫁給孟浪，而大龍女則跑入翠兒的身體裡。小茶祖宗則告訴青青說，茶園後面有人，青青一看是雙雙，就幫她鬆綁。而鮑仁回來了，他對青青說我們再也不分開了，我們離開這裡，我回去跟我爹道別，而且雙雙一定有話跟妳說，以後大家肯定不會有機會再見面了。妳以後要好好照顧自己，走都走了，為什麼還要回來，我這次回來是為了救小青，菩薩告訴我，小青的前世犯了罪孽，發誓永不在為人，所以才會投胎轉世做了蛇妖，當我看她死在我眼前，我心裡只有一種想法，就是不管付出任何代價，我一定要救她，而她的前世就是錢青青，這裡面的淵源我也無從得知，我只有一天的時間，我不知道怎樣可以改變青青的命運，所以，我只有守著她，讓她別做傻事。認識你就是我的幸福，是我人生中最開心的時光。青青回到錢府跪在門口，原諒女兒不孝，為了自己的幸福不辭而別，因為女兒這輩子真的無法嫁給孟浪，女兒心裡只有鮑仁，你保重。我不能因為我一個人，讓我爹一家滿門被斬，去找孟浪說個清楚。要離開家，離開父母，總會有一些舍不得，想必是想多陪爹一會，雙雙我會不會太自私了，愛情原本就是自私的東西。那日青青去私牢救你，而我去孟浪府上，眼看你們就要在一起，所以答應孟浪今日會帶著淨瓶嫁入孟府，如果嫁給他就能把一切都了結了，妳在撤謊，我知道我沒有權利說這些話。尹雙雙親自來孟府解釋今日之事，我的丫嬛翠兒綁了我，替我上了花轎，我希望孟大人高抬貴手，明日午時，我嫁入時，我希望青青和翠兒能夠完璧歸趙。
第三十集，我只保証她的安全，又沒說不碰她。鮑仁、尹雙雙都是朝廷的通緝要犯，要不是看在岳父大人的面子上，既然妳不答應嫁給我，那我只好把妳爹給捉起來，最後，青青為了父親的性命，只有犧牲自己的清白。錢萬財私通盜匪，為了逃避懲罰，不惜以女兒為誘餌，色賄朝廷命官，罰沒所有財產，所有家眷充軍。這個錢萬財也知道太多了，留下來早晚是個禍害，更何況他的家產可不是一筆小數目。而隔天，尹雙雙如約嫁給孟浪，可是，青青的清白已經被孟浪毀了，就在雙雙被帶入洞房時，鮑仁突然把雙雙給搶出來，拉著青青的手要一起走，可是，青青卻不走，我一直想知道，我和雙雙之間，你更喜歡那一個，現在，我終於知道了，其實，就像當初雙雙和忠書一樣，我只是不想輸而已，所以，請留給我最後一點尊嚴，我已經沒有資格走出這個大門，昨天晚上我就該死在這裡，你們來救我，我真的很開心，我有你們這些朋友，是我這一生最大的幸福。青青拿簪子殺向孟浪時，
突然，鮑仁擋在孟浪前面，替他擋了這一下，簪子插入鮑仁的脖子，大龍女忽然出現灰飛煙滅，而孟浪也拿刀殺了尹雙雙，而錢青青親手拿刀殺了孟浪後，這到底為什麼，我今日犯下的罪孽，我願意一個人承擔，老天爺，給我聽著，除非天地間，混沌開、黑白辨，否則我錢青青不再為人，說完自殺而死。此時，觀音大士出現，尹雙雙，你本冰清玉潔、聰慧過人，在人間幾世，也算受盡了磨難，妳與淨瓶也算有緣，不如隨我去吧，謝觀音大士；青青，妳犯下罪孽，原本情有可原，可是，妳看冷了世事，發誓不再為人，那只能按照妳的誓言去輪回，有一天，你會碰到能度你的人；鮑仁，冥冥之中自有天意，你是否已參透了這其中的奧妙，你微笑而不語，我是否悟到並不重要，悟到又有什麼意義，我允許你回到這八百年前，親眼看到何為天命輪回，難道還不能讓你了然於心，放下一切。至少，我弄清楚了一點，從八百年後到八百年前，我都是一個災星，既然這人間就是愛恨情仇之苦，原來本尊也有執念，明知你還沒有解脫，明知你還沒有參悟，但卻還想給你一個機會，還有很多的路要走，還有很多的輪回要經歷，輪回之路，必有定數。
鲍仁、双双、青青为了爱情，牺牲了生命，最终陷入轮回，开始了他们后世的情缘……

## 角色列表
| 角色         | 演員     |
| 小青／钱青青 | 傅淼     |
| 鲍仁         | 邱心志   |
| 严丰／严忠书 | 迟帅     |
| 尹双双       | 刘诗诗   |
| 济公         | 吕凉     |
| 法海         | 石兆琪   |
| 老茶树精     | 刘长生   |
| 暖暖         | 刘小靓   |
| 大龙女       | 郑敏     |
| 小翠         | 申屠佳慧 |

## 职员表
- 出品人：李小华
- 总监制：王玉明
- 总策划：方建生、张耀良
- 制片人：许辉
- 执行制片人：杨溢
- 现场监制：杨溢
- 制片主任：张琦
- 导演：刘一志
- 编剧：梁馨月、盛艳
- 美术指导：鞠晓瑜
- 摄影：张译水、韩冬
- 出品单位：杭州嘉艺影视传媒有限公司

## 電視劇歌曲
| 曲序 | 曲目                     |      | 作曲 | 演唱者 |
| ---- | ------------------------ | ---- | ---- | ------ |
| 1.   | 《你曾错过的》（片尾曲） | 郑敏 | 董刚 | 郑敏   |

## 書籍
- 剧情小说 书籍《白蛇后传》 新世界出版社 刘幼茹改编ISBN 9787510411694。

## 电视剧的变迁
| 中国 杭州综合频道 | 中国 杭州综合频道            | 中国 杭州综合频道 |
| ----------------- | ---------------------------- | ----------------- |
|                   | 白蛇后传 （2010年1月25日－） |                   |
| —                 | —                            |                   |

| 中国 东南卫视上午档上星 | 中国 东南卫视上午档上星      | 中国 东南卫视上午档上星 |
| ----------------------- | ---------------------------- | ----------------------- |
|                         | 白蛇后传 （2014年2月13日－） |                         |
| —                       | —                            |                         |

| 臺灣 台視主頻 每週一至週四 15:00 - 16:00   | 臺灣 台視主頻 每週一至週四 15:00 - 16:00       | 臺灣 台視主頻 每週一至週四 15:00 - 16:00 |
| ------------------------------------------ | ---------------------------------------------- | ---------------------------------------- |
|                                            | 白蛇後傳 （2015年12月22日－2016年2月17日）     |                                          |
| 金玉良緣 （2015年10月5日－2015年12月21日） | 畫皮之真愛無悔 （2016年2月18日－2016年5月2日） |                                          |